# Evaporating Gaseous Globules
Un Evaporating Gaseous Globule (EGG, in italiano: Globulo Gassoso in Evaporazione) è una regione di gas idrogeno nello spazio esterno, di dimensioni circa 100 unità astronomiche. Questi gas, protetti dalla radiazione ultravioletta ionizzante grazie alla presenza del globulo, possono favorire la nascita di stelle nelle aree dense di gas schermate dai raggi UV. I globuli gassosi in evaporazione sono stati identificati per la prima volta in modo conclusivo attraverso le fotografie dei Pilastri della Creazione nella Nebulosa Aquila, scattate dal telescopio spaziale Hubble nel 1995.

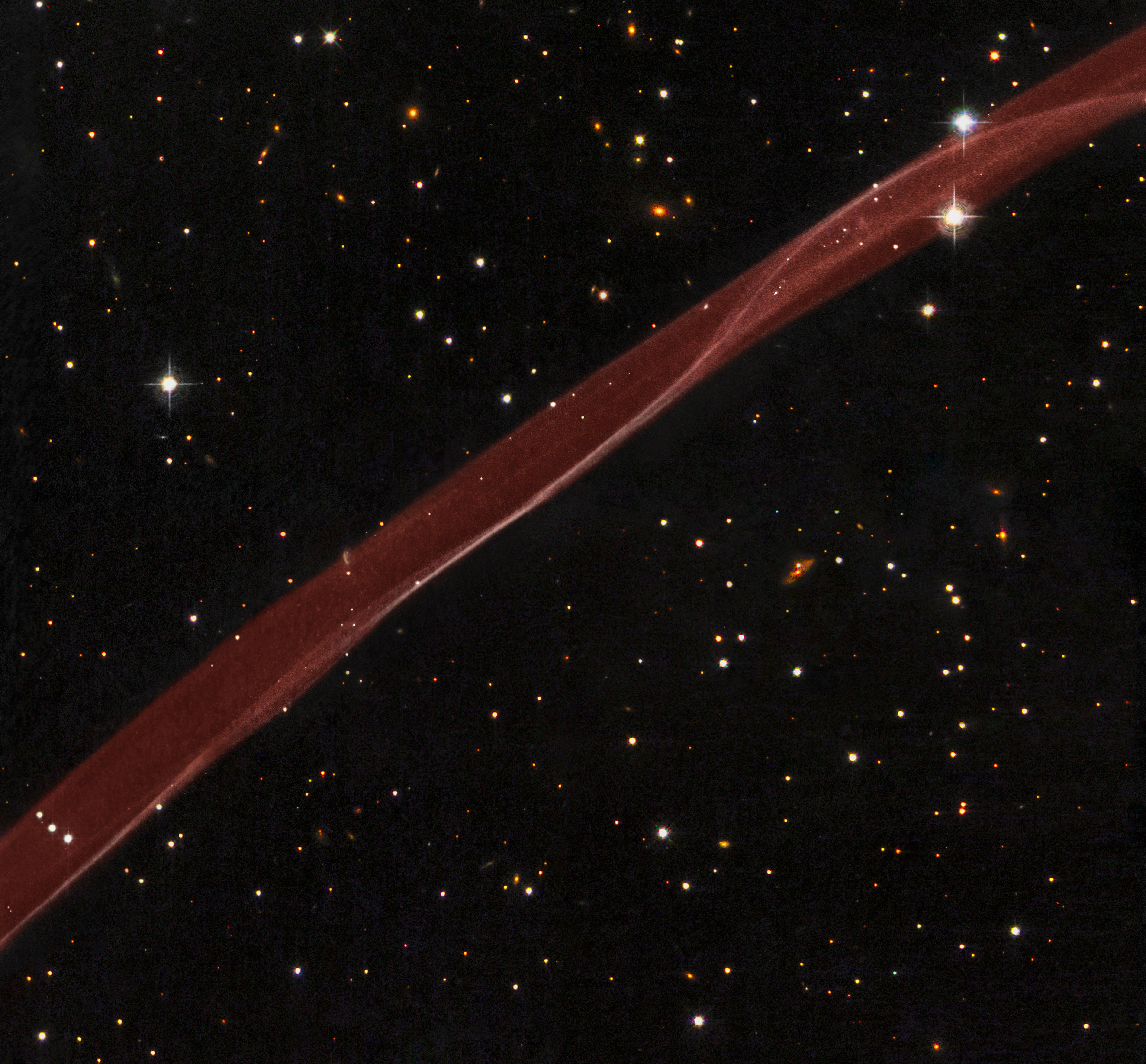
Nodi o globuli di gas più denso in SN 1006.

Gli EGG sono i probabili predecessori delle nuove protostelle. All'interno di un EGG, gas e polvere sono più densi rispetto alla nube di polvere circostante. La gravità unisce ancora più strettamente la nube mentre l'EGG continua ad attingere materiale dall'ambiente esterno. Man mano che la densità delle nubi aumenta, il globulo diventa più caldo e all'interno dell'EGG si forma una protostella.
Una protostella potrebbe non avere massa sufficiente per diventare una stella e in quel caso si formerebbe una nana bruna. Se la protostella accumula una massa di almeno 0,08 M⊙, diventa una stella pre-sequenza principale (eccetto le stelle oltre 8 M⊙) e dopo un'ulteriore collasso gravitazionale la densità raggiunge un livello critico, la temperatura aumenta fino a superare i 10 milioni di kelvin e a quel punto inizia la fusione nucleare che converte idrogeno in elio rilasciando grandi quantità di energia. La protostella diventa quindi una stella di sequenza principale nel diagramma HR..
Uno studio di 73 EGG nei Pilastri della Creazione con il Very Large Telescope, ha mostrato che solo il 15% degli EGG mostra segni di formazione stellare. La formazione stellare non è la stessa ovunque.